# Santa Cruz (Nowy Meksyk)
Santa Cruz – jednostka osadnicza w Stanach Zjednoczonych, w stanie Nowy Meksyk, w hrabstwie Santa Fe.